# 鳥居清長

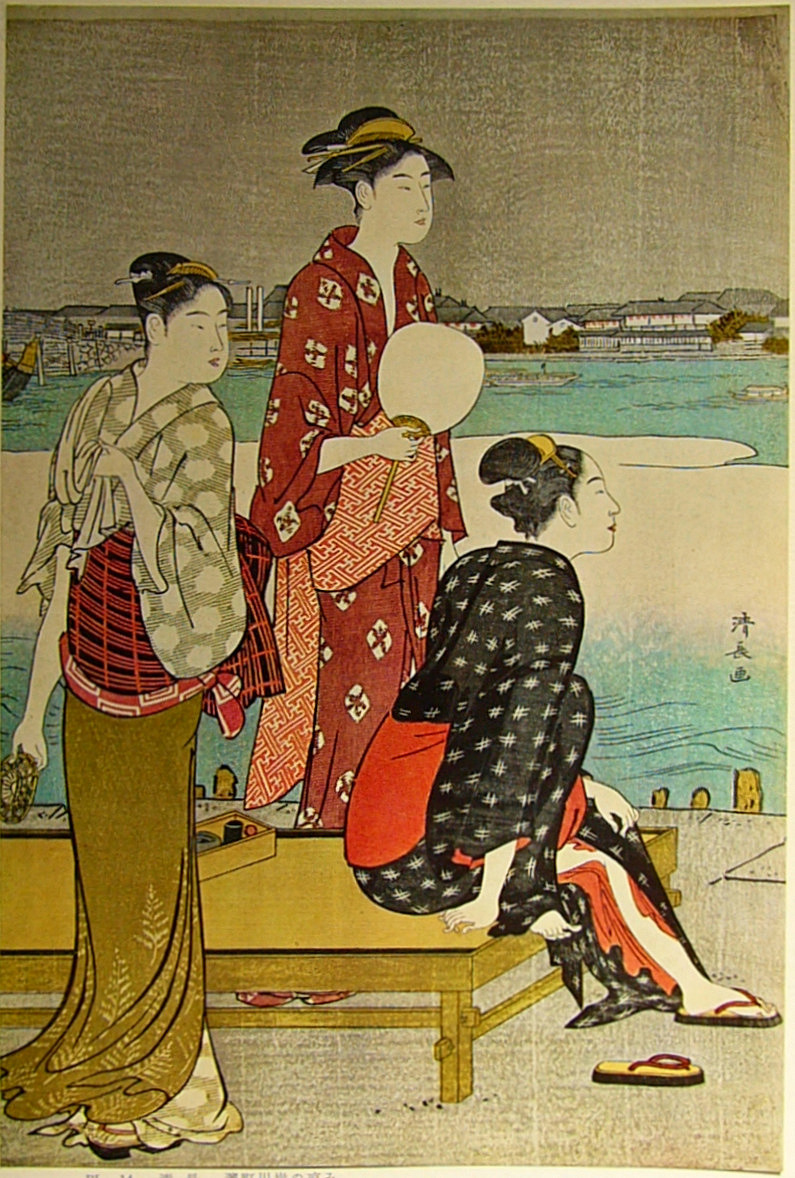
鳥居清長作品

鳥居清長（1752年—1815年6月28日），江戶時代的浮世繪畫家。

## 生平
鳥居清長為鳥居清滿的學生，鳥居派的第四代繼承人畫家。屬於鈴木春信與喜多川歌麿之中時期的人物，活躍於天明年間。清長以雙聯畫和三聯畫版式聞名，他的專長是“清長美人”式的美人畫，鳥居將鈴木春信的楚楚可憐的女畫加以改良，又吸取北尾重政的特色，將美女改為修長玉立、寫實健康的女性像。他的畫通常都是已婚婦女，有著健康開朗的笑容。他與鈴木春信、喜多川歌麿、東洲齋寫樂、葛飾北齋、安藤廣重並列為“浮世繪六大家”。

## 代表作
- 「清長三大揃物」：当世遊里美人合、美南見十二候、風俗東之錦
- 春畫：色道十二番、風流袖之卷